# Consensus approximatif
Un consensus approximatif (ou parfois, consensus sommaire) - en anglais, rough consensus est un terme utilisé lors de prises de décision par consensus, pour indiquer le « sentiment du groupe » concernant le sujet en cours d'examen. Ce « consensus approximatif » a été défini comme l'« opinion dominante » d'un groupe telle que la détermine la personne qui préside la réunion. Ce terme a été utilisé pour la première fois en 1998 par l’Internet Engineering Task Force (IETF) dans la description de ses procédures pour les groupes de travail.
Le moyen de déterminer le consensus approximatif a été décrit par IETF comme suit (RFC 2418) :

« Les groupes de travail prennent des décisions au travers d'un processus de « consensus approximatif ». Le consensus IETF ne requiert pas que chaque participant soit d'accord, bien que cela soit bien entendu préférable. De façon générale, l'opinion dominante du groupe de travail doit prévaloir (cependant, cette « dominance » ne doit pas être déterminée sur la base du volume ou de l'insistance, mais plutôt selon une impression plus générale d'accord). Le consensus peut être déterminé au travers d'un vote à main levée, ou de n'importe quel autre moyen sur lequel le groupe de travail est d'accord. Il convient de noter que 51 % des voix ne peut être considéré comme un « consensus approximatif », et qu'en sens inverse, 99 % est mieux qu'approximatif. C'est au président de déterminer si un consensus approximatif est atteint. »

— IETF Working Group Guidelines and Procedures
L'expression est souvent prolongée par le dicton « rough consensus and running code », pour indiquer clairement que l'IETF s'intéresse aux systèmes pratiques et fonctionnels qui peuvent être rapidement mis en œuvre. Il y a un débat sur la question de savoir si le code en cours d'exécution mène à un consensus approximatif ou vice versa.
La prudence est également de mise quant à savoir si les pourcentages sont une bonne mesure du consensus brut. L'IETF a souligné que chercher à atteindre un « consensus approximatif » doit principalement permettre de s'assurer que les points de vue opposés sont pris en compte.